# Hidrolândia (Goiás)
Hidrolândia è un comune del Brasile nello Stato del Goiás, parte della mesoregione del Centro Goiano e della microregione di Goiânia.